# Gemeenschappelijk vermogen
Het gemeenschappelijk vermogen (Frans: patrimoine commun) is een rechtsbegrip uit het wettelijk stelsel, een van de huwelijksvermogensstelsels in het Belgische relatievermogensrecht. Het gemeenschappelijk vermogen van de echtgenoten omvat al hun gemeenschappelijke goederen en schulden en staan bijgevolg tegenover hun beide eigen vermogens. De omvang van het gemeenschappelijk vermogen wordt geregeld in de artikelen 2.3.22 en 2.3.25 van het Burgerlijk Wetboek.

## Omschrijving

### Samenstelling
Het gemeenschappelijk vermogen bestaan uit gemeenschappelijke goederen enerzijds en uit gemeenschappelijke schulden anderzijds.

#### Gemeenschappelijke goederen
Tot het gemeenschappelijk vermogen van de echtgenoten behoren (art. 2.2.22, §1 en §2 BW):
- de inkomsten uit de beroepsbezigheden van elke echtgenoot en alle inkomsten of vergoedingen ter vervanging of aanvulling van deze beroepsinkomsten;
- de inkomsten uit openbare of particuliere mandaten;
- de opzeggingsvergoeding en andere uitkeringen waarop een echtgenoot bij de beëindiging van zijn arbeidsovereenkomst gerechtigd is (althans het deel daarvan dat overeenstemt met de opzeggingstermijn die tijdens het stelsel loopt);
- de vruchten, inkomsten, interesten van de eigen goederen;
- de goederen die zijn geschonken of bij testament vermaakt zijn aan de beide echtgenoten of aan één van hen onder de voorwaarde dat die goederen gemeenschappelijk zijn;
- de schadevergoedingen die dienen ter herstel van de huishoudelijke of economische ongeschiktheid van een echtgenoot tijdens het stelsel;
- de vermogenswaarde van vennootschapsaandelen of beroepsgoederen en de economische waarde van het cliënteel die eigen zijn aan een van de echtgenoten, maar waarvoor het onderscheid tussen titre en finance geldt;
- en de prestaties uit een individuele levensverzekeringsovereenkomst die door een van de echtgenoten tijdens het stelsel is gesloten en tijdens het stelsel verschuldigd zijn. Indien de prestatie als kapitaal wordt uitbetaald, is het volledige bedrag ervan gemeenschappelijk. Indien de prestatie als rente wordt uitbetaald, zijn zowel de rentebedragen die tijdens het stelsel zijn uitbetaald als de reserve die overeenstemt met de na de ontbinding van het stelsel nog verschuldigde rentes, gemeenschappelijk.

#### Gemeenschappelijke schulden
Tot het gemeenschappelijk vermogen van de echtgenoten behoren eveneens (art. 2.2.25, §1 BW):
- de schulden die door beide echtgenoten gezamenlijk of hoofdelijk zijn aangegaan;
- de schulden die door een van de echtgenoten zijn aangegaan ten behoeve van de huishouding en de opvoeding van de kinderen;
- de schulden die door een van de echtgenoten zijn aangegaan in het belang van het gemeenschappelijk vermogen;
- de schulden uit giften die aan de twee echtgenoten gezamenlijk of aan een van hen gedaan onder de voorwaarde dat de geschonken of vermaakte goederen gemeenschappelijk zijn;
- de interesten van de eigen schulden van de echtgenoten;
- en de onderhoudsschulden ten aanzien van de al dan niet gezamenlijke afstammelingen van de echtgenoten.

#### Vermoeden van gemeenschappelijkheid
Naast de oplijsting van de goederen en de schulden die gemeenschappelijk zijn, geldt er tevens een vermoeden van gemeenschappelijkheid. Dit vermoeden houdt in dat alle goederen en schulden waarvan niet bewezen is dat zij aan een van de echtgenoten eigen zijn, als gemeenschappelijke goederen worden beschouwd (art. 2.3.22, §3 en art. 2.3.25, §2 BW).

### Bestuur

#### Regel
De echtgenoten kunnen beide het gemeenschappelijk vermogen alleen besturen. Ze moeten echter wel handelen in het belang van het gezin en elkaars bestuurshandelingen respecteren (art. 2.3.29, tweede lid en 2.3.30 BW).

#### Uitzonderingen
Op deze regel bestaan diverse uitzonderingen.
Ten eerste mag de echtgenoot die een beroep uitoefent individueel alle bestuurshandelingen stellen die voor de uitoefening van zijn of haar beroep verantwoord zijn. Oefenen de echtgenoten echter samen een beroep uit, dan is vereist dat zij beide instemmen met de bestuurshandelingen. Hierop geldt enkel een uitzondering voor daden van beheer (art. 2.3.31 BW).
Ten tweede zijn er enkele bevoegdheden waarvan de wet vereist dat ze steeds door beide echtgenoten gezamenlijk worden uitgeoefend. Het gaat om (art. 2.3.32 BW):
- het verkrijgen of vervreemden van onroerende goederen;
- het toekennen van zakelijke rechten op onroerende goederen;
- het verkrijgen, overdragen of in pand geven van een handelszaak of bedrijf;
- het afsluiten, vernieuwen of opzeggen van een huurovereenkomst die langer duurt dan negen jaar;
- het toestaan van een handelshuur of een pacht;
- het overdragen of in pand geven van een hypothecaire schuldvordering;
- het ontvangen van de prijs van een verkocht onroerend goed of van de terugbetaling van hypothecaire schuldvorderingen;
- het verlenen van opheffing van hypothecaire inschrijvingen;
- het aanvaarden of verwerpen van een legaat of een schenking, als die werden gedaan op voorwaarde dat ze tot het gemeenschappelijk vermogen zouden behoren;
- het aangaan van een lening of een consumentenkrediet, behalve wanneer dit krediet noodzakelijk is voor de huishouding of de opvoeding van de kinderen.

Ten derde de ene echtgenoot de goederen uit het gemeenschappelijk vermogen niet wegschenken zonder toestemming van de andere (art. 2.3.33 BW).

#### Sanctionering
Elke echtgenoot kan aan de familierechtbank vragen dat aan de andere echtgenoot een verbod wordt opgelegd om enige bestuurshandeling te stellen die hem nadeel kan berokkenen of de belangen van het gezin kan schaden. De rechtbank kan ook machtiging verlenen om een bepaalde bestuursdaad te stellen, eventueel onder voorwaarden (art. 2.3.35 BW).
Elke echtgenoot kan de familierechtbank ook vorderen om een bepaalde bestuurshandeling van de andere echtgenoot te vernietigen als die laatste de uitzonderingen op het alleenbestuur of het verbod van de familierechtbank heeft geschonden of de rechten van de eiser bedrieglijk heeft benadeeld. De eisende echtgenoot moet echter wel een wettig belang kunnen aantonen. Bovendien kan de rechtbank geen afbreuk doen aan de rechten van derden die te goeder trouw zijn, al moeten de derden wel hun goede trouw wel zelf bewijzen (art. 2.3.36 BW). Bovendien moet deze vordering worden ingesteld binnen het jaar nadat de echtgenoot kennis krijgt van de betrokken verboden handeling. Als de echtgenoot overlijdt voordat deze termijn voorbij is, beschikken zijn erfgenamen vanaf het overlijden over een nieuwe termijn van een jaar (art. 2.3.37 BW).

## Geschiedenis
De afbakening van het gemeenschappelijk vermogen van de echtgenoten werd oorspronkelijk geregeld in de artikelen 1405 en 1408 van het Oud Burgerlijk Wetboek. In 2022 werden deze regels overgeheveld naar de artikelen 2.3.22 en 2.3.25 van het Burgerlijk Wetboek.